# Grillklippan (Båtön)
Grillklippan is de Zweedse benaming voor een Zweeds eiland met zandbank, behorend tot de Lule-archipel. De internationaal gebruikelijke naam voor het eiland is Skvolpen Island. Het kleine eiland ligt 3000 meter ten zuidwesten van Båtön, in de historische regio (Zweeds landschap) Norrbotten en in de provincie Norrbottens län. Het heeft geen oeververbinding en is onbebouwd.